# 异叶香薷
异叶香薷（学名：Elsholtzia heterophylla）为唇形科香薷属下的一个种。

## 扩展阅读
維基物種上的相關：异叶香薷